# Coupe du monde féminine de rugby à XV 2002
Navigation
Coupe du monde 1998 Coupe du monde 2006
La Coupe du monde féminine de rugby à XV 2002 est la quatrième édition de la Coupe du monde féminine de rugby à XV, compétition internationale de rugby à XV réunissant les meilleures équipes nationales féminines tous les quatre ans.
Elle se déroule en Espagne, précisément en Catalogne, du 11 au 25 mai 2002 et la Nouvelle-Zélande en sort victorieuse.

## Composition des groupes
Poule A
- Nouvelle-Zélande
- Australie
- Pays de Galles
- Allemagne

Poule B
- France
- États-Unis
- Kazakhstan
- Pays-Bas

Poule C
- Angleterre
- Espagne
- Italie
- Japon

Poule D
- Canada
- Écosse
- Samoa
- Irlande

## Calendrier et résultats

### 1ertour
- 12 mai 2002 : ouverture de la compétition avec le match Espagne - Japon. L'Espagne, pays organisateur et l'un des favoris du tournoi, bat le Japon par le  score sans appel de 62 à 0, avec douze essais
- 13 mai 2002 : premier match de la France qui bat le Kazakhstan 31 à 12. (Après avoir été menées 18 à 0 à la mi-temps dont deux essais, les joueuses Kazakhes reviennent (18-5 puis 23-12), mais un dernier essai tricolore parachève cette victoire 31 à 12)
- Tous les matchs ont lieu à Barcelone.

| 13 mai 2002 | Nouvelle-Zélande | 117 - 0 | Allemagne |  |
| 13 mai 2002 |                  |         |           |  |
| 13 mai 2002 |                  |         |           |  |

| 13 mai 2002 | Australie | 30 - 0 | Pays de Galles |  |
| 13 mai 2002 |           |        |                |  |
| 13 mai 2002 |           |        |                |  |

| 13 mai 2002 | États-Unis | 87 - 0 | Pays-Bas |  |
| 13 mai 2002 |            |        |          |  |
| 13 mai 2002 |            |        |          |  |

| 13 mai 2002 | France | 31 - 12 | Kazakhstan |  |
| 13 mai 2002 |        |         |            |  |
| 13 mai 2002 |        |         |            |  |

| 13 mai 2002 | Angleterre | 63 - 9 | Italie |  |
| 13 mai 2002 |            |        |        |  |
| 13 mai 2002 |            |        |        |  |

| 13 mai 2002 | Espagne | 62 - 0 | Japon |  |
| 13 mai 2002 |         |        |       |  |
| 13 mai 2002 |         |        |       |  |

| 13 mai 2002 | Canada | 57 - 0 | Irlande |  |
| 13 mai 2002 |        |        |         |  |
| 13 mai 2002 |        |        |         |  |

| 13 mai 2002 | Écosse | 13 - 3 | Samoa |  |
| 13 mai 2002 |        |        |       |  |
| 13 mai 2002 |        |        |       |  |

### 2etour
Tous les matchs ont lieu à Barcelone. Les perdants du 1er tour de chaque poule s'affrontent :
Poule A
| 17 mai 2002 | Pays de Galles | 75 - 0 | Allemagne |  |
| 17 mai 2002 |                |        |           |  |
| 17 mai 2002 |                |        |           |  |

Poule B
| 17 mai 2002 | Kazakhstan | 37 - 10 | Pays-Bas |  |
| 17 mai 2002 |            |         |          |  |
| 17 mai 2002 |            |         |          |  |

Poule C
| 17 mai 2002 | Italie | 30 - 3 | Japon |  |
| 17 mai 2002 |        |        |       |  |
| 17 mai 2002 |        |        |       |  |

Poule D
| 17 mai 2002 | Irlande | 0 - 22 | Samoa |  |
| 17 mai 2002 |         |        |       |  |
| 17 mai 2002 |         |        |       |  |

Les gagnants du 1er tour de chaque poule s'affrontent toujours à Barcelone :
Poule A
| 17 mai 2002 | Nouvelle-Zélande | 36 - 3 | Australie |  |
| 17 mai 2002 |                  |        |           |  |
| 17 mai 2002 |                  |        |           |  |

Poule B
| 17 mai 2002 | États-Unis | 9 - 21 | France |  |
| 17 mai 2002 |            |        |        |  |
| 17 mai 2002 |            |        |        |  |

Poule C
| 17 mai 2002 | Angleterre | 13 - 5 | Espagne |  |
| 17 mai 2002 |            |        |         |  |
| 17 mai 2002 |            |        |         |  |

Poule D
| 17 mai 2002 | Écosse | 0 - 11 | Canada |  |
| 17 mai 2002 |        |        |        |  |
| 17 mai 2002 |        |        |        |  |

### Classement
Les vainqueurs de chaque poule se rencontrent pour les demi-finales, le classement détermine ces demi-finales, le premier joue contre le quatrième et le deuxième contre le troisième. Il en est de même pour les deuxièmes, qui luttent ensemble pour la cinquième place du tournoi, les troisièmes jouent la neuvième place et les derniers la treizième.
| Rang | Poule | Nation           | Matches | Matches | Matches | Matches | Points | Points | Points |
| Rang | Poule | Nation           | joués   | vict.   | nuls    | déf.    | pour   | contre | diff.  |
| ---- | ----- | ---------------- | ------- | ------- | ------- | ------- | ------ | ------ | ------ |
| 1    | A     | Nouvelle-Zélande | 2       | 2       | 0       | 0       | 153    | 3      | +150   |
| 2    | D     | Canada           | 2       | 2       | 0       | 0       | 68     | 0      | +68    |
| 3    | C     | Angleterre       | 2       | 2       | 0       | 0       | 76     | 14     | +62    |
| 4    | B     | France           | 2       | 2       | 0       | 0       | 52     | 21     | +31    |
| 5    | B     | États-Unis       | 2       | 1       | 0       | 1       | 96     | 21     | +75    |
| 6    | C     | Espagne          | 2       | 1       | 0       | 1       | 67     | 13     | +54    |
| 7    | D     | Écosse           | 2       | 1       | 0       | 1       | 13     | 14     | -1     |
| 8    | A     | Australie        | 2       | 1       | 0       | 1       | 33     | 36     | -3     |
| 9    | A     | Pays de Galles   | 2       | 1       | 0       | 1       | 77     | 30     | +47    |
| 10   | D     | Samoa            | 2       | 1       | 0       | 1       | 25     | 13     | +12    |
| 11   | B     | Kazakhstan       | 2       | 1       | 0       | 1       | 49     | 41     | +8     |
| 12   | C     | Italie           | 2       | 1       | 0       | 1       | 39     | 66     | -27    |
| 13   | D     | Irlande          | 2       | 0       | 0       | 2       | 0      | 79     | -79    |
| 14   | B     | Pays-Bas         | 2       | 0       | 0       | 2       | 10     | 124    | -114   |
| 15   | C     | Japon            | 2       | 0       | 0       | 2       | 3      | 92     | -89    |
| 16   | A     | Allemagne        | 2       | 0       | 0       | 2       | 0      | 194    | -194   |

## Matches de classement

### Matches pour la treizième place
|  | Pour les places 13 à 16 | Pour les places 13 à 16 |                   |    | Pour la 13e place       | Pour la 13e place       |
|  | Pour les places 13 à 16 | Pour les places 13 à 16 |                   |    | Pour la 13e place       | Pour la 13e place       |
|  |                         |                         |                   |    |                         |                         |
|  | 20 mai 2002 à Gérone    | 20 mai 2002 à Gérone    |                   |    | 24 mai 2002 à Saragosse | 24 mai 2002 à Saragosse |
|  | 20 mai 2002 à Gérone    | 20 mai 2002 à Gérone    |                   |    | 24 mai 2002 à Saragosse | 24 mai 2002 à Saragosse |
|  | Irlande                 | 18                      |                   |    | 24 mai 2002 à Saragosse | 24 mai 2002 à Saragosse |
|  | Irlande                 | 18                      |                   |    | 24 mai 2002 à Saragosse | 24 mai 2002 à Saragosse |
|  | Allemagne               | 0                       |                   |    | 24 mai 2002 à Saragosse | 24 mai 2002 à Saragosse |
|  | Allemagne               | 0                       | Irlande           | 23 |                         |                         |
|  | 20 mai 2002 à Gérone    |                         | Irlande           | 23 |                         |                         |
|  |                         | Japon                   | 3                 |    |                         |                         |
|  | Pays-Bas                | Japon                   | 3                 | 3  |                         |                         |
|  | Pays-Bas                |                         |                   | 3  |                         |                         |
|  | Japon                   | 37                      |                   |    |                         |                         |
|  | Japon                   | 37                      | Pour la 15e place |    |                         |                         |
|  |                         |                         |                   |    |                         |                         |
|  | 24 mai 2002 à Gérone    |                         |                   |    |                         |                         |
|  |                         |                         |                   |    |                         |                         |
|  | Allemagne               | 19                      |                   |    |                         |                         |
|  | Allemagne               | 19                      |                   |    |                         |                         |
|  | Pays-Bas                | 20                      |                   |    |                         |                         |
|  | Pays-Bas                | 20                      |                   |    |                         |                         |

### Matches pour la neuvième place
|  | Pour les places 9 à 12              | Pour les places 9 à 12              |                   |    | Pour la 9e place                    | Pour la 9e place                    |
|  | Pour les places 9 à 12              | Pour les places 9 à 12              |                   |    | Pour la 9e place                    | Pour la 9e place                    |
|  |                                     |                                     |                   |    |                                     |                                     |
|  | 20 mai 2002 à Sant Boi de Llobregat | 20 mai 2002 à Sant Boi de Llobregat |                   |    | 24 mai 2002 à Sant Boi de Llobregat | 24 mai 2002 à Sant Boi de Llobregat |
|  | 20 mai 2002 à Sant Boi de Llobregat | 20 mai 2002 à Sant Boi de Llobregat |                   |    | 24 mai 2002 à Sant Boi de Llobregat | 24 mai 2002 à Sant Boi de Llobregat |
|  | Pays de Galles                      | 33                                  |                   |    | 24 mai 2002 à Sant Boi de Llobregat | 24 mai 2002 à Sant Boi de Llobregat |
|  | Pays de Galles                      | 33                                  |                   |    | 24 mai 2002 à Sant Boi de Llobregat | 24 mai 2002 à Sant Boi de Llobregat |
|  | Italie                              | 3                                   |                   |    | 24 mai 2002 à Sant Boi de Llobregat | 24 mai 2002 à Sant Boi de Llobregat |
|  | Italie                              | 3                                   | Pays de Galles    | 14 |                                     |                                     |
|  | 20 mai 2002 à Gérone                |                                     | Pays de Galles    | 14 |                                     |                                     |
|  |                                     | Samoa                               | 17                |    |                                     |                                     |
|  | Samoa                               | Samoa                               | 17                | 9  |                                     |                                     |
|  | Samoa                               |                                     |                   | 9  |                                     |                                     |
|  | Kazakhstan                          | 5                                   |                   |    |                                     |                                     |
|  | Kazakhstan                          | 5                                   | Pour la 11e place |    |                                     |                                     |
|  |                                     |                                     |                   |    |                                     |                                     |
|  | 24 mai 2002 à Sant Boi de Llobregat |                                     |                   |    |                                     |                                     |
|  |                                     |                                     |                   |    |                                     |                                     |
|  | Italie                              | 3                                   |                   |    |                                     |                                     |
|  | Italie                              | 3                                   |                   |    |                                     |                                     |
|  | Kazakhstan                          | 20                                  |                   |    |                                     |                                     |
|  | Kazakhstan                          | 20                                  |                   |    |                                     |                                     |

### Matches pour la cinquième place
|  | Pour les places 5 à 8                  | Pour les places 5 à 8   |                  |    | Pour la 5e place        | Pour la 5e place        |
|  | Pour les places 5 à 8                  | Pour les places 5 à 8   |                  |    | Pour la 5e place        | Pour la 5e place        |
|  |                                        |                         |                  |    |                         |                         |
|  | le 21 mai 2002 à Gérone                | le 21 mai 2002 à Gérone |                  |    | le 25 mai 2002 à Gérone | le 25 mai 2002 à Gérone |
|  | le 21 mai 2002 à Gérone                | le 21 mai 2002 à Gérone |                  |    | le 25 mai 2002 à Gérone | le 25 mai 2002 à Gérone |
|  | États-Unis                             | 5                       |                  |    | le 25 mai 2002 à Gérone | le 25 mai 2002 à Gérone |
|  | États-Unis                             | 5                       |                  |    | le 25 mai 2002 à Gérone | le 25 mai 2002 à Gérone |
|  | Australie                              | 17                      |                  |    | le 25 mai 2002 à Gérone | le 25 mai 2002 à Gérone |
|  | Australie                              | 17                      | Australie        | 38 |                         |                         |
|  | le 21 mai 2002 à Cornellà de Llobregat |                         | Australie        | 38 |                         |                         |
|  |                                        | Écosse                  | 24               |    |                         |                         |
|  | Écosse                                 | Écosse                  | 24               | 23 |                         |                         |
|  | Écosse                                 |                         |                  | 23 |                         |                         |
|  | Espagne                                | 13                      |                  |    |                         |                         |
|  | Espagne                                | 13                      | Pour la 7e place |    |                         |                         |
|  |                                        |                         |                  |    |                         |                         |
|  | le 25 mai 2002 à Sant Boi de Llobregat |                         |                  |    |                         |                         |
|  |                                        |                         |                  |    |                         |                         |
|  | États-Unis                             | 23                      |                  |    |                         |                         |
|  | États-Unis                             | 23                      |                  |    |                         |                         |
|  | Espagne                                | 5                       |                  |    |                         |                         |
|  | Espagne                                | 5                       |                  |    |                         |                         |

## Finales
|  | Demi-finales                           | Demi-finales                           |                        |    | Finale                     | Finale                     |
|  | Demi-finales                           | Demi-finales                           |                        |    | Finale                     | Finale                     |
|  |                                        |                                        |                        |    |                            |                            |
|  | le 21 mai 2002 à Cornellà de Llobregat | le 21 mai 2002 à Cornellà de Llobregat |                        |    | le 25 mai 2002 à Barcelone | le 25 mai 2002 à Barcelone |
|  | le 21 mai 2002 à Cornellà de Llobregat | le 21 mai 2002 à Cornellà de Llobregat |                        |    | le 25 mai 2002 à Barcelone | le 25 mai 2002 à Barcelone |
|  | Nouvelle-Zélande                       | 30                                     |                        |    | le 25 mai 2002 à Barcelone | le 25 mai 2002 à Barcelone |
|  | Nouvelle-Zélande                       | 30                                     |                        |    | le 25 mai 2002 à Barcelone | le 25 mai 2002 à Barcelone |
|  | France                                 | 0                                      |                        |    | le 25 mai 2002 à Barcelone | le 25 mai 2002 à Barcelone |
|  | France                                 | 0                                      | Nouvelle-Zélande       | 19 |                            |                            |
|  | le 21 mai 2002 à Gérone                |                                        | Nouvelle-Zélande       | 19 |                            |                            |
|  |                                        | Angleterre                             | 9                      |    |                            |                            |
|  | Angleterre                             | Angleterre                             | 9                      | 53 |                            |                            |
|  | Angleterre                             |                                        |                        | 53 |                            |                            |
|  | Canada                                 | 10                                     |                        |    |                            |                            |
|  | Canada                                 | 10                                     | Match pour la 3e place |    |                            |                            |
|  |                                        |                                        |                        |    |                            |                            |
|  | le 25 mai 2002 à Barcelone             |                                        |                        |    |                            |                            |
|  |                                        |                                        |                        |    |                            |                            |
|  | France                                 | 41                                     |                        |    |                            |                            |
|  | France                                 | 41                                     |                        |    |                            |                            |
|  | Canada                                 | 7                                      |                        |    |                            |                            |
|  | Canada                                 | 7                                      |                        |    |                            |                            |

## Classement final
1. Nouvelle-Zélande
2. Angleterre
3. France
4. Canada
5. Australie
6. Écosse
7. États-Unis
8. Espagne
9. Samoa
10. Pays de Galles
11. Kazakhstan
12. Italie
13. Irlande
14. Japon
15. Pays-Bas
16. Allemagne

## Statistiques
| Catégorie                                | Nom            | Pays             | Performance       |
| ---------------------------------------- | -------------- | ---------------- | ----------------- |
| Meilleure marqueuse de points            | Tammi Wilson   | Nouvelle-Zélande | 46 points         |
| Meilleure marqueuse de essais            | Sue Day        | Angleterre       | 9 essais          |
| Meilleures marqueuses de transformations | Hedwig Aerts   | États-Unis       | 8 transformations |
| Meilleures marqueuses de transformations | Hannah Myers   | Nouvelle-Zélande | 8 transformations |
| Meilleures marqueuses de pénalités       | Tammi Wilson   | Nouvelle-Zélande | 7 pénalités       |
| Meilleures marqueuses de pénalités       | Monica Zanetti | Italie           | 7 pénalités       |
| Meilleure marqueuse de drop goal         | Shelley Rae    | Angleterre       | 1 drop            |